# Batala
Batala (o Butala) è una città dell'India di 126.646 abitanti, situata nel distretto di Gurdaspur, nello stato federato del Punjab. In base al numero di abitanti la città rientra nella classe I (da 100.000 persone in su).

## Geografia fisica
La città è situata a 31° 49' 7 N e 75° 12' 10 E e ha un'altitudine di 248 m s.l.m..

## Società

### Evoluzione demografica
Al censimento del 2001 la popolazione di Batala assommava a 126.646 persone, delle quali 67.026 maschi e 59.620 femmine. I bambini di età inferiore o uguale ai sei anni assommavano a 14.272, dei quali 8.109 maschi e 6.163 femmine. Infine, coloro che erano in grado di saper almeno leggere e scrivere erano 90.936, dei quali 49.995 maschi e 40.941 femmine.